# Zaklada Julija Bubanovića
Zaklada Julije Bubanović bila je zaklada koju je osnovao Julije Bubanović, hrvatski narodni zastupnik i veliki župan i veliki slavenofil. Djelovao u doba hrvatskog bana Mažuranića. Namjena zaklade bila je usavršavanje hrvatskih studenata u ruskom jeziku na nekom ruskom sveučilištu. Među poznatim stipendisticama ove zaklade bila je Božena Kralj.